# Casey Simpson
Casey Simpson (* 6. April 2004 in Los Angeles, Kalifornien) ist ein US-amerikanischer Schauspieler. Er wurde bekannt als Ricky Harper aus der US-amerikanischen Serie Nicky, Ricky, Dicky & Dawn.

## Leben
Simpson begann seine Schauspielkarriere mit bereits drei Jahren und hatte seinen ersten Auftritt auf Frank-TV in einem Comedy-Sketch namens Santa. Er arbeitete in zahlreichen Werbespots und war als Gastdarsteller in der ABC-Serie Die Goldbergs zu sehen.

## Filmografie (Auswahl)
- 2011: Five (Fernsehfilm)
- 2014: Die Goldbergs (The Goldbergs, Fernsehserie, Folge 1x12 Adams Männerbude)
- 2014–2018: Nicky, Ricky, Dicky & Dawn (Fernsehserie, 84 Folgen)
- 2015: Die Thundermans (The Thundermans, Fernsehserie, Folge 3x09 Evilmans Augenklappe)
- 2017: Flucht aus Mr. Lemoncellos Bibliothek (Escape from Mr. Lemoncello’s Library, Fernsehfilm)
- 2020: Das geheimnisvolle Kochbuch: Mystery City (Just Add Magic: Mystery City, Fernsehserie)